# 竹本濱太夫
竹本 濱太夫（たけもと はまたゆう）は、義太夫節の太夫。江戸中期より六代を数える。初代・二代目が共に竹本綱太夫を襲名したことから、竹本綱太夫系の名跡として知られる。竹本浜太夫や竹本濵太夫とも表記する。竹本弥太夫系の竹本濱太夫も存在するが、本項では竹本綱太夫系の竹本濱太夫について記述する。

## 初代
（寛延元年（1748年） - 文化2年8月16日（1805年9月8日））
初代竹本濱太夫 → 二代目竹本綱太夫
本名：津國屋（つのくにや）甚兵衛。通称：猪熊。紋は二つ釘抜に閂
初代竹本政太夫事二代目竹本義太夫（竹本播磨少掾）の弟子である竹本式太夫の門弟。元は京都の猪熊仏光寺にて菅大臣縞を織る津國屋（つのくにや）という織物業を営んでいたが、幼少から音曲に長じて三梛と号しており、素人にて天晴の語り人とて人すゝめて太夫となり、天明2年（1782年）10月西の芝居にて二代目竹本綱太夫を襲名。
寛政2年（1790年）10月『箱根霊験躄仇討』「黒百合献上の段」「阿弥陀寺の段」を勤め、古今の大当りを取る。寛政4年（1792年）11月大坂道頓堀東芝居『摂州合邦辻』「合邦内の段」にて大当たりをとり、「聞く子や妻は内と外、顔と顔とは隔たれど。心の隔て泣き寄りの。親身の誠ぞ哀れなる」―この母子の情を十分に訴える耳ざわりのよいフシは、今に至るまで猪熊風（二代目綱太夫風）として崩せないことになっている。また、寛政5年（1793年）4月名古屋稲荷社内芝居にて『花上野誉の旧跡』「志渡寺の段」を、寛政8年（1796年）9月大坂北堀江市ノ側東側芝居にて『勢州阿漕浦』「平治住家の段」を、寛政9年（1797年）2月大坂道頓堀東芝居にて『中将姫古跡之松』「雪責めの段」を、同年3月大坂道頓堀東芝居『増補紙屋治兵衛』「紙屋の段」をそれぞれ著している。
『音曲竹の響』という当時の評判記には、「かたり口に伝授の多い菅原」と記されているように、初代竹本綱太夫から直接教えを受けなかったとはいえ、初代綱太夫の芸風（＝綱太夫風）を追求したと推察される。
墓は京都の真如堂にあり、「朝顔の 身のあきをしる ゆふへかな」と辞世が刻まれている。戒名は最勝軒奏譽道雅禅定門。法善寺にも初代綱太夫と並び墓碑が建立されている。

## 二代目
詳細は三代目竹本綱太夫欄を参照
（宝暦12年（1762年）- 没年不詳）
二代目竹本濱太夫 → 四代目竹本紋太夫 → 三代目竹本綱太夫 → 竹本三綱翁
本名：人見万吉。大菱屋万右衛門とも。通称：飴屋。紋は「抱き柏に隅立て四つ目」（以来竹本綱太夫の定紋となる）
二代目竹本綱太夫（初代竹本濱太夫）の門弟。二代目竹本濱太夫としての初出座の時期は明らかではないが、師が天明2年（1782年）に二代目竹本綱太夫を襲名した翌年の天明3年（1783年）3月 一身田芝居 竹本義太夫座（伊勢）『新うすゆき物語』道行と鍛冶屋の段に竹本濱太夫が出座している。
その後、竹本濱太夫として諸座に出演し、寛政4年（1792年）正月四条南側芝居『妹背山婦女庭訓』では、師の二代目竹本綱太夫と後に襲名することとなる紋太夫名跡の先代である三代目竹本紋太夫と同座している。（同様に翌2月『木下蔭狭間合戦』においても）
四代目竹本紋太夫を襲名した時期も明らかではないが、先代の三代目竹本紋太夫は寛政5年（1793年）12月に死去していること。寛政6年（1794年）5月 名古屋若宮御境内『持丸長者黄金礎』『伊達娘恋緋鹿子』にて濱太夫の名前が番付に確認できること。また、寛政7年（1795年）3月刊行『役者時習講』「諸芝居持主名代座本并ニ座出勤連名 竹本之分」に濱太夫が名前があること。寛政8年（1796年）3月道頓堀大西芝居『妹背山婦女庭訓』にて豊竹紋太夫の出座が確認できることから、寛政7年頃に江戸にて竹本紋太夫を四代目として襲名したと推測される。
寛政10年（1798年）11月道頓堀東の芝居『仮名手本忠臣蔵』や翌寛政11年（1799年）2月『松位姫氏常盤木』にて師の二代目竹本綱太夫との同座が確認できる。
師二代目竹本綱太夫が文化2年（1805年）に没した翌年の文化3年（1806年）に江戸 結城座にて『増補天網島』「紙屋の段 奥」を御目へ下り 竹本紋太夫として語っている。この「紙屋の段」（いわゆる「時雨の炬燵」）は、師二代目綱太夫が『増補紙屋治兵衛』を著し、紋太夫の先代である三代目紋太夫も「豊竹紋太夫改章　増補天網島　上　紙屋の段」と前表紙に記した六行本を江戸にて刊行した所縁の演目である。また、当人の四代目紋太夫も「治兵衛・小春／時雨の炬燵　竹本紋太夫章」と記した六行本を京で刊行しており、後に、三代目綱太夫時代に「時雨の炬燵　増・補／紙屋次兵衛　竹本綱太夫章」と前表紙に記した五行本を大坂にて刊行している。
文化3年（1806年）11月 京四条寺町道場芝居にて三代目竹本綱太夫を襲名。襲名披露狂言は二代目綱太夫著の『花上野誉石碑』「志渡寺の段」を選んでいる。また、文化4年（1807年）正月 大坂 座本荒木与次兵衛芝居『会稽宮城野錦繍』にて「湯がしま天城山の段」「島原揚屋の段」を語り紋太夫事三代目竹本綱太夫を襲名する。
『増補浄瑠璃大系図』では、濱太夫から三代目綱太夫を襲名したとするが、この番付から紋太夫から綱太夫を襲名したことが明らかである。
文化4年（1807年）正月には大坂でも披露。文政六年（1823年）には紋下となり、天保5年（1834年）に弟子の二代竹本むら太夫に四代目竹本綱太夫を襲名させ、自身は天保7年（1836年）に竹本三綱翁を名乗り引退した。その語り口は「天晴名人にて一流を語る飴屋風（三代目綱太夫風）」と評される。

## 三代目
三代目竹本濱太夫 → 六代目竹本紋太夫
二代目竹本濱太夫（三代目竹本綱太夫）の門弟。屋号は京屋。
『増補浄瑠璃大系図』に「三綱翁門弟にて師に付添芝居出勤有共委敷は追て調て出すなり、後紋太夫」とある。

## 四代目
初代竹本美尾太夫 → 四代目竹本濱太夫 → 四代目竹本津賀太夫
四代目竹本むら太夫（都むら太夫）の門弟。師の没後は二代目津賀太夫（山城掾）の預かりとなる。
鴻池幸武宛て豊竹古靱太夫書簡二十三通に、、
「濱太夫改四代目竹本津賀太夫ハ、明治十七年春出版大番附ニ改名有死去ハ明治廿三年十月十日函館ニテ 法名好学調音信士 俗名塚本嘉吉 師匠ハ四代都むら大夫之門人にて後ニ山城掾の門下と成 初名美尾太夫ト名乗リ 後ニ竹本濱太夫を襲名なし又四世津賀太夫と改名後年ニ函館で死す」
と、ある。

## 五代目（四代目とも）
竹本濱子太夫 → 竹本文太夫 → 五代目竹本濱太夫（四代目とも） → 四代目竹本津太夫（三代目とも）
四代目の門弟。
四代目竹本津太夫欄参照

## 六代目（五代目とも）
竹本津の子太夫 → 六代目竹本濱太夫（五代目とも） → 五代目竹本津太夫
五代目の子息。
五代目竹本津太夫欄参照

## 竹本濱太夫の代数について
『増補浄瑠璃大系図』では、二代目綱太夫の初名を竹本紋太夫とし、紋太夫から二代目竹本綱太夫を襲名したとするが、「音曲高名集」では「前名濱太夫 二代目竹本綱太夫 猪の熊甚兵衛と云」と記載があり、(神津『時雨の炬燵』成立考)においても、「『増補浄瑠璃大系図』は、二代綱太夫の前名を「紋太夫」と記し、三代綱太夫の前名を「浜太夫」と記している。『増補浄瑠璃大系図』は二代綱太夫と三代綱太夫の前名に関する情報を、取り違えて記載したものと判断せざるを得ない。」と、指摘があることから、本項では、二代目竹本綱太夫の改名歴を初代竹本濱太夫から二代目竹本綱太夫とする。
同様に『増補浄瑠璃大系図』では、三代目綱太夫の初名を竹本濱太夫とし、濱太夫から三代目竹本綱太夫を襲名したとするが、神津が(神津『時雨の炬燵』成立考)において、指摘する通り、本項では、三代目竹本綱太夫の改名歴を、二代目竹本濱太夫 → 四代目竹本紋太夫 → 三代目竹本綱太夫 → 竹本三綱翁とする。
「『新改正　三ヶ津浄瑠璃・太夫方素人方・音曲座鋪角力　所付・実名付』に、（略）「太夫方」の「西」の前頭十四枚目の「同（京。筆者註）三条　浜側万吉」が、『増補浄瑠璃大系図』が三代綱太夫の住所地・本名と伝えるところの「三条橋東松の木町北側通称飴屋万吉」と一致するので、「浜側万吉」を、寛政七年当時「浜」太夫と名乗る、のちの三代綱太夫そのひとと推定する。右の推定を加えて、二代・三代の改名歴を示すと、
二代綱太夫　浜太夫→綱太夫
三代綱太夫　浜太夫→紋太夫→綱太夫→三綱翁
となる。
　三代綱太夫が、師・二代綱太夫の前名を許されたのは、将来有望と見込まれたからこその命名であったと理解し得よう。そしてふたりの綱太夫がともに「浜太夫」を初名としていたからこそ、四代竹本長登太夫編著『増補浄瑠璃大系図』は錯覚して、前名を取り違えたと解釈できるように考える。」